# 피터 메이휴
피터 메이휴(Peter Mayhew, 1944년 5월 19일 ~ 2019년 4월 30일)는 잉글랜드의 배우이다. 스타워즈 시리즈의 츄바카를 연기한 사람으로 알려져 있다.
2019년 4월 30일 미국 텍사스주 보이드에 위치한 자택에서 향년 74세의 나이로 사망하였다.

## 출연 작품
- 스타워즈: 라스트 제다이 (2017)
- 스타워즈: 깨어난 포스 (2015)
- 어제는 거짓말이었다 (2008)
- 제국의 마음 (2007)
- 스타워즈 에피소드 3 - 시스의 복수 (2005)
- 스타워즈 에피소드 6 - 제다이의 귀환 (1983)
- 스타워즈 에피소드 5 - 제국의 역습 (1980)
- 스타워즈 홀리데이 스페셜 (1978)
- 스타워즈 에피소드 4 - 새로운 희망 (1977)
- 신밧드와 마법의 눈 (1977)